# Eddie Royal
(en) Statistiques sur pro-football-reference
William Edward « Eddie » Royal, né le 21 mai 1986 à Alexandria (Virginie), est un joueur américain de football américain évoluant au poste de wide receiver.

## Biographie
Étudiant à l'Institut polytechnique et Université d'État de Virginie, il joua pour les Hokies de Virginia Tech.
Il est drafté en 2008 à la 42e place (deuxième tour) par les Broncos de Denver.
Le 15 mars 2012, il signe un contrat de trois ans avec les Chargers de San Diego.
En mars 2015, il signe aux Bears de Chicago.